# Arctia nigrata
Arctia nigrata là một loài bướm đêm thuộc phân họ Arctiinae, họ Erebidae.